# Distrito de Vancouver Norte
El Distrito de Vancouver Norte es un municipio con categoría de ciudad, en la provincia canadiense de Columbia Británica.
Pertenece al Distrito Regional del Gran Vancouver

## Demografía
En el censo de 2001, se registró una población de 82 310 habitantes.
Tiene una extensión de 160,47 km², y una densidad de población del orden de los 512,9 hab./km².
- Datos: Q2000891
- Multimedia: North Vancouver (district) / Q2000891